# ALETAR
ALETAR es un sistema de cable de telecomunicaciones submarino en el Mar Mediterráneo que une Egipto y Siria.
Tiene puntos de amarre en:
1. Alejandría, Egipto
2. Tartús, Siria

Tiene una capacidad de transmisión de diseño de 5 Gbit/s y una longitud total de cable de 787 km. Comenzó a funcionar el 7 de abril de 1997.